# HD 23258
HD 23258，又名BD+20 621，SAO 76121、HR 1137，是一颗恒星，视星等为6.1，位于銀經168.47，銀緯-26.26，其B1900.0坐标为赤經3h 38m 38.9s，赤緯+20° -26.26′ 46″。